# Bataille de la colline de Lebounion
Guerres byzantino-petchénègues
Batailles
Bataille de la colline de Lebounion - Bataille de Beroia
La bataille de la colline de Lebounion (ou Levounion) est une victoire remportée dans la basse vallée de la Maritsa, à l'ouest de Constantinople, par les forces byzantines d'Alexis Ier Comnène et ses alliés coumans sur les envahisseurs petchénègues le 29 avril 1091.

## Contexte historique
La défaite de Manzikert en 1071, bien que relativement peu importante sur le plan stratégique, avait profondément démoralisé les Byzantins,. La puissance byzantine en Asie est alors ruinée, les possessions italiennes sont perdues et l’autorité byzantine dans les Balkans contestée. Fait prisonnier par le sultan seldjoukide Alp Arslan, l’empereur Romain IV Diogène (r. 1068-1071), libéré après une brève captivité, en paiera le prix : sa légitimité mise en doute, il est rapidement déposé par les Doukas. S’ouvre un nouveau chapitre des guerres civiles byzantines qui ne prendra fin que lorsqu’Alexis Ier (r. 1081-1118) prendra le pouvoir en 1081,.
Presque simultanément le nouvel empereur doit faire face à quatre ennemis mettant en danger les frontières de l’empire, tant en Europe qu’en Asie : Robert Guiscard et les Normands d’Italie, lesquels après s’être emparé des possessions byzantines d’Italie ont attaqué la côte occidentale de l’Adriatique; Dubrovnik et les villes côtières qui se sont alliées aux Normands pendant que Constantin Bodin de Zéta prend la tête d’un mouvement slave pour étendre son territoire; les Petchenègues venant de l’ancienne Bulgarie qui envahissent la Thrace; enfin, les Turcs maintenant installés à Nicée, qui veulent conquérir Constantinople par mer.
Bien que porté au pouvoir par le parti militaire, Alexis ne peut compter que sur une armée dont les effectifs sont réduits à moins de vingt mille hommes et sont composés pour la plupart des restes des armées des thèmes occidentaux, de Varègues et d’autres mercenaires turcs, serbes et même Pauliciens, secte qui avait été persécutée par l’impératrice Théodora deux siècles auparavant,,.
Les premiers efforts pour rétablir la situation s’avèrent désastreux. À peine couronné, Alexis doit faire face au fils de Robert Guiscard, Bohémond de Tarente, qui débarque à Aulon en Épire. Alexis tente de renforcer la défense de Dyrrachium (aujourd’hui Durrës en Albanie), principale base byzantine sur la côte. Mais bien que la flotte vénitienne, alliée aux Byzantins, inflige une sévère défaite maritime aux Normands en juillet, ceux-ci continuent le siège terrestre. En octobre, Alexis se met lui-même à la tête de forces pour libérer la cité, mais au cours de la bataille les mercenaires l’abandonnent et les Varègues ont le dessous : Alexis est défait et s’échappe de justesse : la route de Thessalonique est maintenant ouverte devant les Normands,. Militaire impétueux dans sa jeunesse, Alexis sera cependant toujours un diplomate hors-pair. Il s’est allié avec Venise et s’est rapproché de l’empereur Henri IV du Saint-Empire germanique (r. 1054 – 1087) qui est en lutte avec le pape Grégoire VII (r. 1073 - 1085) et ses alliés normands. Robert Guiscard doit ainsi repartir pour l’Italie en mai 1082. Mais il revient en Illyrie deux ans plus tard avec une armée maritime et terrestre importante. Cependant sa mort en juillet 1085 et les luttes pour sa succession forcent cette armée à rentrer en Italie,,.
Le danger normand pour l’instant écarté; Alexis est maintenant maitre de la Grèce, mais le reste des Balkans est en ébullition.

## Invasion des Petchenègues

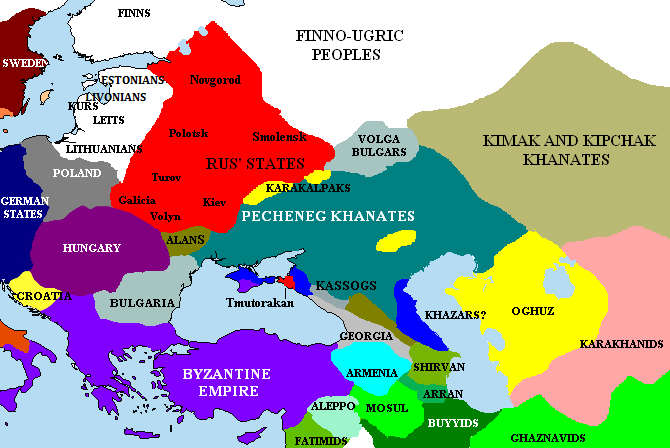
L’Empire byzantin et le khanat petchenègue vers 1015.

Peuple nomade d'origine turcique, les Petchenègues s’étaient installés au Xe siècle au nord de la mer Caspienne. Chassé de leur territoire par les Oghuz, un de leurs groupes avait franchi le Dniepr et dès 934, alliés aux Magyars de la région, avait pillé la Thrace et menacé Constantinople.
Depuis, ils avaient résisté à tous les efforts des Byzantins pour les christianiser, profitant des guerres civiles pour s’allier avec tous les mécontents de l’empire. En 1086, alliés aux Coumans, leurs frères de race, ils envahirent la Thrace et écrasèrent l’armée du domestique des Scholes avant d’être arrêtés par d’autres troupes byzantines alors qu’ils se dirigeaient vers Andrinople (aujourd’hui Édirne en Turquie). Deux ans de suite ils revinrent, arrivant jusqu’à Rodosto sur la Propontide en 1087 avant que, l’année suivante, Alexis se décide à aller lui-même à leur rencontre. C’était la seule façon pour lui de conserver possession de la frontière danubienne où nombre de villes et de forteresses étaient passées sous le contrôle de magnats locaux. Le principal enjeu stratégique était la forteresse de Drista gouvernée par un seigneur local du nom de Tatos. Alexis y envoya une force navale sur le Danube pendant que lui-même s’y dirigeait avec une armée terrestre par les cols de montagne. L’ampleur des moyens mis en œuvre contre eux força les Petchenègues à négocier la paix, ce à quoi Alexis se refusa. Tout comme à Dyrrachium, le fougueux Alexis se lança à l’attaque contre les deux citadelles de la ville : l’armée byzantine fut battue à plate couture et Alexis lui-même eut du mal à s’échapper pour atteindre Berrhoe,,.
La chance allait toutefois le favoriser, car la zizanie se mit entre Petchenègues et Coumans sur le partage du butin. Les deux peuples en vinrent aux mains et les Petchenègues eurent le dessous, donnant à Alexis la possibilité de recruter de nouvelles forces. Ce fut maintenant au tour des Coumans de proposer leurs services à l’empereur, lequel préféra toutefois s’entendre avec les Petchenègues et interdit aux Coumans de retourner chez eux. Mais dès le danger couman écarté, les Petchenègues reprirent leurs excursions, s’emparant de Philippopolis . Ayant de plus en plus de mal à recruter de nouvelles troupes, Alexis dut jusqu’en 1090/1091 leur livrer une guerre d’embuscades. Toutefois, les Petchenègues s’approchant de plus en plus de Constantinople, il dut se résoudre à négocier une nouvelle trêve parce qu’un nouveau danger approchait de Constantinople : les Turcs ,,.

## Les Petchenègues se joignent aux Turcs

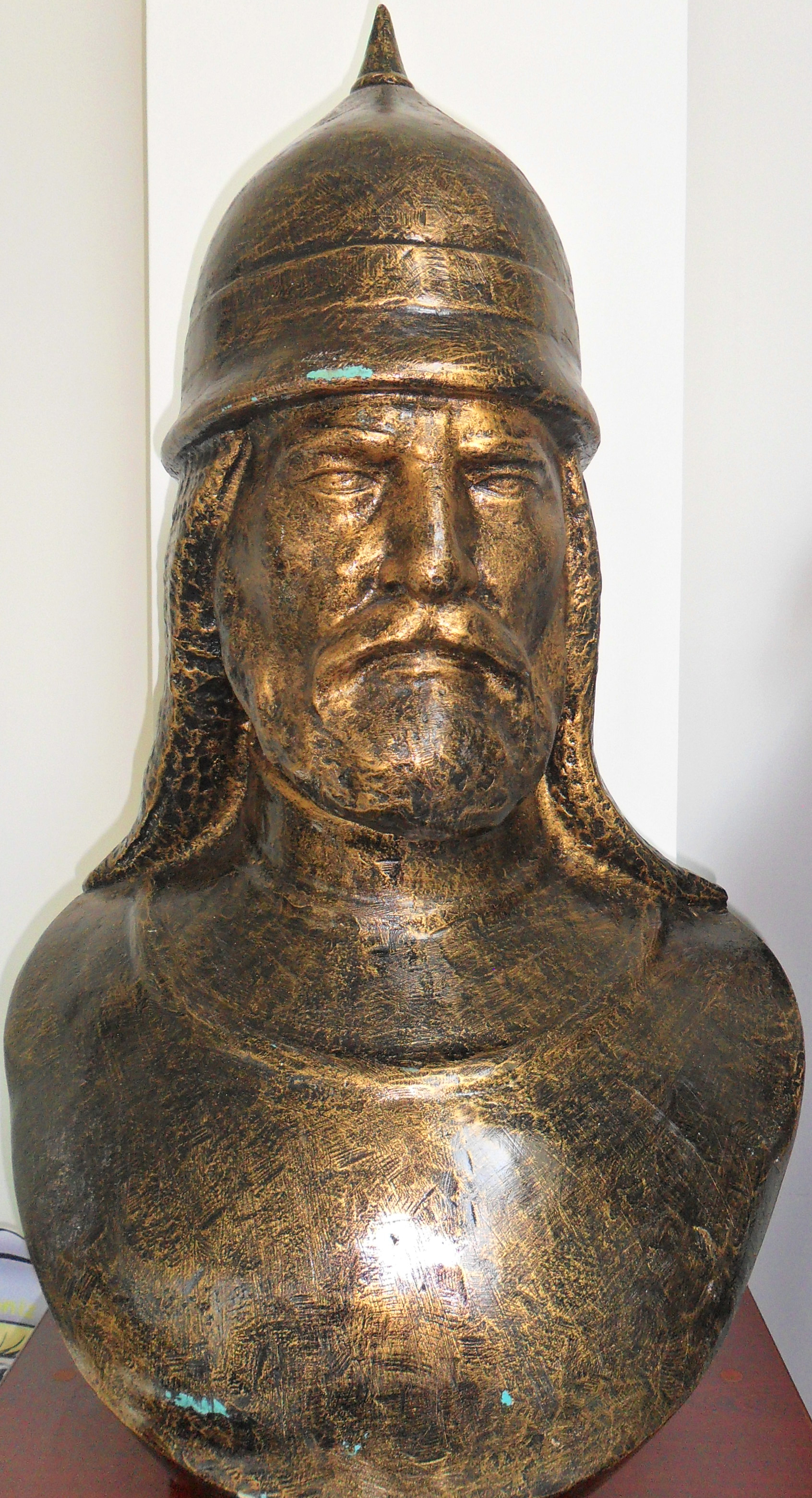
Buste (moderne) de Zachas au Musée naval de Mersin.

Outre les Petchenègues et les Coumans du Danube, Constantinople était également menacée par les émirs turcs, en particulier par celui de Smyrne, Tzachas. Si l’on en croit Anne Comnène, Tzachas était un seigneur de la guerre turc fait prisonnier par les Byzantins sous le règne de Nicéphore III Botaneiates (r. 1078–1081). Il apprit le grec en quelques mois et passa du côté byzantin où il gagna la faveur impériale et se vit octroyé le titre de protonobellissimos. Toutefois, lorsque Nicéphore fut déposé par Alexis Ier, il perdit sa position et alla se réfugier à Smyrne (aujourd'hui Izmir en Turquie) dont il devint l’émir, vouant une haine mortelle à Byzance.
Se fixant comme but de conquérir Constantinople par mer, il fit construire une flotte légère avec laquelle il s’empara en peu de temps de Phocée, Ciazomène, Chios, Samos et Rhodes. Envoyée contre lui, une flotte impériale sous le commandement de Niketas Kastamonites fut détruite,.
Comprenant que Constantinople ne pouvait être conquise par mer que si elle était également assiégée par terre, il convainquit les Petchenègues de reprendre leurs raids pendant que le successeur de Soliman, Abou’l Qasim qui avait pris le titre de sultan, attaquait Nicomédie,,. L’empereur dut alors en 1092, rappeler son beau-frère Constantin Doukas qu’il avait chargé d’aller défendre Dyrrachium pour l’envoyer à la tête d’une expédition terrestre et maritime contre Tzachas, pendant que lui-même marchait contre les Petchenègues. Réfugié dans la forteresse de Mytilène à Lesbos, Tzachas résista pendant trois mois, mais dut finalement rendre la forteresse et retourner à Smyrne,.
Alexis n’eut pas autant de succès : battu à Rodosto, il ne put défendre les abords de la cité impériale. Ayant appris que les Petchenègues avaient installé leurs quartiers d’hiver dans la région de la Maritsa, il concentra ses forces à AEnos (aujourd’hui Enez en Turquie) où se trouvait le césar Nicéphore Mélissène. Voulant éviter que les Petchenègues tentant de s’emparer de Gallipoli ne fassent leur jonction avec Tzachas qui équipait une nouvelle flotte, il eut l’idée de s’allier aux Coumans, maintenant ennemis des Petchenègues. L’empereur qui savait ses forces bien inférieures à celles des Petchenègues voulait éviter toute tentative de rapprochement entre les Coumans, au nombre de quelque 40 000 et les Petchenègues. Selon Anne Comnène, il suffit d’un grand banquet auquel furent conviés les chefs coumans ainsi que de riches présents pour que ces derniers implorent l’empereur de les laisser se battre contre les Petchenègues pendant trois jours au terme desquels tout le butin qu’ils auraient amassé serait divisé également entre eux et l’empereur; enchanté de ce résultat l’empereur permit aux Coumans de poursuivre les Petchenègues non pas pendant trois jours, mais pendant dix, ajoutant qu’ils pourraient garder tout le butin capturé,.

## La bataille
C’est ainsi que le 29 avril 1091, Alexis et ses alliés firent face aux forces petchenègues au pied de la colline du Lebounion. L’empereur fut sans doute poussé à engager le combat en dépit de l’avantage numérique des Petchenègues, car il craignait toujours une possible réconciliation entre eux et les Coumans.
L’empereur avait divisé son infanterie en trois, lui-même commandant le centre alors que Georges Paléologue et Constantin Dalassène étaient respectivement à la tête des ailes droite et gauche. Venaient ensuite les Coumans, le tout encadré par la cavalerie byzantine. Le signal ayant été donné, ils fondirent sur les Petchenègues qui, semble-t-il ne s’attendaient pas à ce genre d’attaque et étaient restés dans leur camp entouré de leurs chariots faisant office de mur d’enceinte. Ce fut alors un carnage ; un des chefs petchenègues tenta bien de convaincre les Coumans d’intervenir en leur faveur auprès de l’empereur, mais celui-ci fit planter son étendard devant le camp couman pour décourager toute tentative de négociations. Dans l’après-midi l’issue du combat était évidente et les Byzantins en firent un chant de victoire : « Par un seul jour, les Scythes (Petchenègues) furent empêchés de voir le mois de mai ».
La nuit suivante, le nombre de prisonniers petchenègues dans le camp byzantin était si considérable que les soldats prirent peur et, en dépit de l’ordre de l’empereur, les massacrèrent pratiquement jusqu’au dernier. Quant aux Coumans, craignant que l’empereur ne se tourne contre eux en raison de l’immense butin accumulé, ils désertèrent en masse prenant la direction du Danube.
Le massacre fut tel que les Petchenègues disparurent comme nation ; les survivants furent ou bien enrôlés dans l’armée impériale ou bien relocalisés près de Moglena au nord-est de Thessalonique,.

## Les suites
La bataille du mont Lebounion marqua un tournant dans la longue suite de défaites subie par l’armée byzantine au cours du dernier demi-siècle. Non seulement, les Petchenègues disparurent-ils de la carte, mais la bataille devait aussi sceller le sort de Tzachas. Au printemps 1093, celui-ci attaqua le port d’Abydos sur la mer de Marmara. Alexis s’allia alors au sultan de Rum, Kilij Arslan (r. 1092–1107), pourtant marié à la fille de Tzachas, Ayşe Hatun, et le convainquit de se retourner contre son beau-père. S’étant rendu à Abydos, le sultan invita celui-ci à un banquet au cours duquel il le fit assassiner,.
Dans les années qui suivirent, l’Empire byzantin devait renouer avec la victoire et ses armées retourner en Asie mineure, reprenant une partie des territoires perdus, y compris la très fertile région côtière où étaient situées nombre de villes importantes.